# Steinhügel (Reichsforst)
Der Steinhügel ist ein 677 m ü. NHN hoher dicht bewaldeter Basaltkegel nördlich von Pechbrunn im Oberpfälzer Landkreis Tirschenreuth und gehört zum Reichsforst im Fichtelgebirge.

## Geographie
Zusammen mit den nur wenige hundert Meter entfernten Basaltkegeln Steinberg (705 m), Wappenstein (672 m) und einer namenlosen Höhe (670 m) wird der Steinhügel im Westen und Süden von der Autobahn A 93 und der Bahnstrecke Weiden–Oberkotzau von Pechbrunn und Steinwald getrennt. Südöstlich des Berges, an der Kreisstraße TIR 14 von Pechbrunn nach Konnersreuth, liegt der Weiler Ochsentränk.

## Geologie
Zwischen Marktredwitz, Mitterteich, Konnersreuth und Seußen liegt ein großes Basalteruptionsgebiet. Es ist der westlichste Ausläufer des nordböhmischen Basaltvulkanismus. Im Miozän ist hier flüssige Basaltmasse durch den Granit emporgedrungen.